# Ria Stalman
Maria Geertruida „Ria” Stalman (ur. 11 grudnia 1951 w Delfcie) – holenderska lekkoatletka, specjalistka rzutu dyskiem, mistrzyni olimpijska z 1984 z Los Angeles.
Zajęła 12. miejsce w rzucie dyskiem podczas mistrzostw Europy w 1982 w Atenach. Na mistrzostwach świata w 1983 w Helsinkach była w tej konkurencji siódma.
Swój największy sukces odniosła na igrzyskach olimpijskich w 1984 w Los Angeles, gdzie zwyciężyła w rzucie dyskiem. W tym samym roku ustanowiła swój rekord życiowy – 71,22 m (15 lipca w Walnut), który do tej pory jest rekordem Holandii.
W latach 1974–1984 piętnastokrotnie poprawiała rekord Holandii w rzucie dyskiem, a raz w pchnięciu kulą (18,02 m 9 czerwca 1984 w San Jose).
Ria Stalman była mistrzynią Holandii w rzucie dyskiem w latach 1973–1977 i 1979–1983 oraz w pchnięciu kulą w 1976, 1977 i 1981-1983, a także halową mistrzynią Holandii w pchnięciu kulą w 1976 i 1977. Zdobyła również mistrzostwo Francji w rzucie dyskiem w 1976, mistrzostwo Stanów Zjednoczonych w rzucie dyskiem w 1982 i 1984 oraz w pchnięciu kulą w 1984 i halowe mistrzostwo USA w pchnięciu kulą w 1983. W 2016 przyznała się do zażywania dopingu – sterydów anabolicznych.